# Le Gour de Conche
Le Gour de Conche est un tableau réalisé par le peintre français Gustave Courbet en 1864. Cette huile sur toile est une peinture de paysage qui représente une cascade de 17 mètres de hauteur qui se trouve à Myon dans le Doubs sur le ruisseau du Todeur.

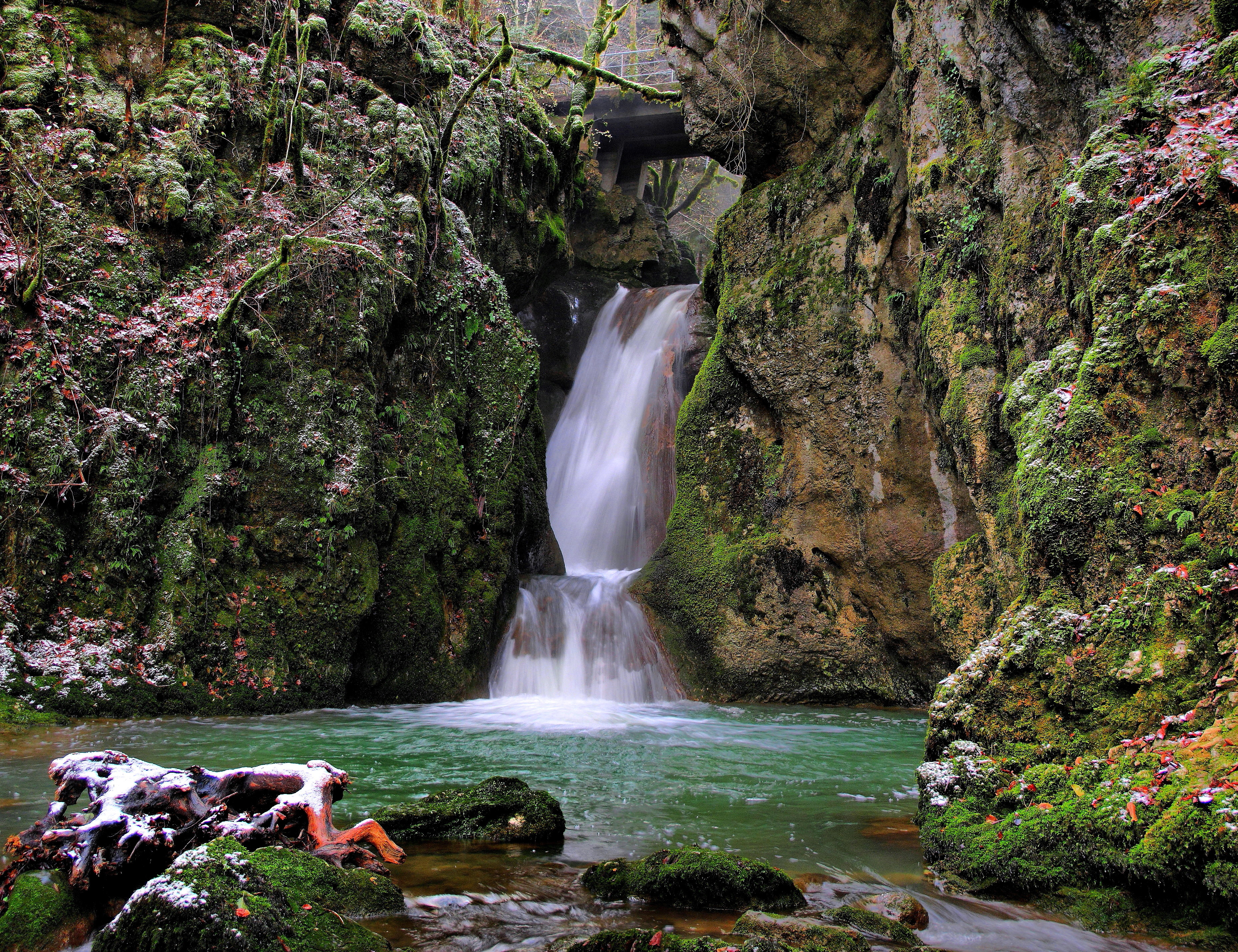
Photo du paysage prise en 2013.

La photographie ci-contre, dont l'angle de vue est quasi identique à celui du tableau, montre que Gustave Courbet a réalisé une vue fidèle de la cascade. Seul le pont qui était en bois à l'époque a été remplacé aujourd'hui par un pont en béton.
Retrouvé en Allemagne après la seconde Guerre mondiale, le tableau est confié à la garde des musées nationaux en 1950. Il est exposé depuis 1953, avec quelques interruptions, au musée des Beaux-Arts et d'Archéologie de Besançon, à Besançon.